# Prison on Fire
Série
Prison on Fire 2
(1991)
Pour plus de détails, voir Fiche technique et Distribution.
Prison on Fire (監獄風雲, Gaam yuk fung wan, litt. « Turbulences en prison ») est un film hongkongais réalisé par Ringo Lam et sorti en 1987. Il raconte l'amitié de deux détenus (Chow Yun-fat et Tony Leung Ka-fai) d'une prison de Hong Kong et leurs conflits avec les gardiens et les autres prisonniers, membres des triades. Sa suite, Prison on Fire 2, sort en 1991.
Il totalise 31 622 805 HK$ de recettes à Hong Kong.

## Synopsis
Lo Ka-yiu (Tony Leung Ka-fai), un concepteur publicitaire, est condamné à trois ans de prison pour homicide involontaire après avoir poussé sur la route un homme qui avait volé dans l'épicerie et qui s'est ensuite fait écrasé par un bus.
Incarcéré, il fait la rencontre du détenu Chung Tin-ching (Chow Yun-fat). Les hommes se lient d'amitié et Yiu demande à être transféré à la laverie où travaille Ching. Après avoir aperçu un autre détenu, membre des triades et de la bande de Micky (Ho Ka-kui (en)), dérober les ciseaux de Ching (pour les utiliser comme arme), il en informe Ching qui parvient à les récupérer. Dès lors, Yiu devient alors la cible de la bande.
Au cours d'une inspection du dortoir, des objets interdits (cartes à jouer et armes improvisées) sont découverts et plusieurs détenus (dont Yiu, Micky et Bill, le chef d'une autre triade) sont amenés devant le gardien Hung (Roy Cheung), pour y être interrogés. Surnommé « Hung le tueur » par les prisonniers en raison de sa violence, il tente de recruter Yiu comme informateur mais celui-ci refuse. Après cela, Hung interroge Micky, lui demandant d'envoyer ses hommes de main chercher des outils disparus dans les ateliers de la prison (et pouvant servir d'armes de fortune). En retour, Hung promet de transférer l'un des rivaux de Micky dans une autre prison. Comme il faut que quelqu'un soit tenu responsable des armes improvisées, Micky propose de prétendre que Yiu a accusé l'un des hommes de Bill. Hung accepte l'accord et transfère plusieurs membres de la triade dans une autre prison à titre de « punition ».
La nuit suivante, Yiu est traîné dans les toilettes du dortoir par les hommes de Micky et battu. Ching tente de les arrêter en vain. Lorsque l'un des gardes entend le bruit et intervient, Yiu lui dit qu'il vient de glisser et qu'il n'a pas besoin de docteur.
La petite amie de Yiu lui rend visite en prison et annonce qu'elle part étudier en Angleterre pendant neuf mois. Yiu a du mal à accepter de peur de la perdre et lui demande de rester à Hong Kong, mais ne parvient pas à la convaincre. Le même jour, Micky s'approche de Yiu dans la blanchisserie et demande une compensation en cigarettes en guise de punition. Yiu refuse catégoriquement et le frappe, ce qui entraîne une bagarre générale. Yiu maintient ses adversaires à distance avec un grand morceau de verre brisé jusqu'à l'arrivée des gardes, blessant aussi accidentellement Ching, mais qu'il utilise finalement contre lui-même.
Yiu et Ching sont convoqués par le directeur de la prison qui leur demande ce qui a déclenché la bagarre et Ching accuse  alors l'agent Hung (également présent) d'avoir trompé Yiu au sujet des armes improvisées. Le directeur promet que l'affaire sera examinée et place les deux détenus en isolement à titre de sanction. Micky est finalement transféré dans une autre prison et la situation se calme.
Un an plus tard, à l'occasion du réveillon du Nouvel An, Ching raconte à Yiu la raison de son emprisonnement : il y a quatre ans, il avait surpris sa femme en train de se prostituer, a perdu son sang-froid et l'a tuée, avant de tenter de se suicider. Leur fils vit maintenant avec sa grand-mère et lui rend régulièrement visite en prison.
L'été suivant, Micky est de retour à la prison. Il cherche toujours à se venger en raison de son statut de chef de triade et du fait qu'il n'avait jamais été frappé auparavant. Yiu demande au gardien Hung de le transférer avec Ching dans une prison différente, mais Hung lui dit qu'il se renseignera. Lors de l'inspection de la prison par un juge, Yiu demande à ce-dernier de les transférer pour le protéger des triades. Hung nie alors la présence de triades dans la prison et affirme que tous les deux ont des problèmes en raison de dettes de jeu. Le juge demande un rapport, mais Yiu et Ching devront rester en prison en attendant.
Quelque temps plus tard, la bande de Bill lancent une grève de la faim pour protester contre la hausse du prix des cigarettes. Les hommes de Micky et les autres prisonniers se joignent à l'initiative. Hung isole Micky dans les toilettes pour lui demander qui sont les auteurs de la grève ou il placera tous les chefs de triade en isolement tout en leur disant que c'est lui qui les a dénoncés. Il lui promet également de prendre un bouc émissaire à sa place et Micky coopère. De retour à la cantine, Hung chuchote à Ching pour faire croire aux instigateurs qu'il les dénonce avant de désigner ces-derniers pour les envoyer en isolement. Lorsque le directeur de prison entre dans la pièce, il demande à chacun de reprendre ses repas. Pendant que Micky obéit, Hung menace discrètement Ching, ce qui le rend furieux au point que lui et Yiu se mettent à le frapper avant d'être envoyés à l'infirmerie puis renvoyés au dortoir à la merci des triades.
Une fois les détenus seuls, les hommes de Micky commencent à agresser Yiu et Ching. Les autres prisonniers arrêtent cependant la lynchage, exigeant que Micky se batte d'homme à homme contre Ching. Sans le soutien de sa bande, il se fait battre à plate couture et ses hommes interviennent finalement pour l'aider. Pendant ce temps, les gardes sont alarmés par le bruit de la bagarre mais ne sont pas en mesure de prendre des mesures car Hung, absent, est le seul à posséder la clef de la grille du dortoir. Ching commence à étrangler Micky sur un barreau de lit superposé. Les gardiens utilisent ensuite des jets d'eau pour calmer les prisonniers, avant d'entrer dans le dortoir après l'arrivée de Hung. Ching doit alors lâcher Micky qu'il a presque tué. Hung le passe alors à tabac avant qu'une énorme bagarre ne commence entre les détenus et les gardiens. Ching frappe Hung d'un saut chassé dans le visage depuis un lit superposé. Riant comme un fou, il saute sur Hung et lui arrache un bout d'oreille avec les dents.
Quelques mois plus tard, Yiu est libéré de prison et est accueilli par sa famille et sa petite amie. En sortant de la prison, il aperçoit Ching (qui a été transféré dans un hôpital après la bagarre) de retour dans un bus.

## Fiche technique
- Titre : Prison on Fire
- Titre original : 監獄風雲 (Gaam yuk fung wan)
- Réalisation : Ringo Lam
- Scénario : Nam Yin
- Musique : Lowell Lo
- Pays d'origine :  Hong Kong
- Production : Karl Maka et Catherine S.K. Chang
- Société de distribution : Cinema City Enterprises
- Langue originale : cantonais
- Format : Couleurs - 1,85:1 - Mono - 35 mm
- Genre : drame et action
- Durée : 98 minutes
- Date de sortie : 
  -  Hong Kong : 13 novembre 1987
  -  Taïwan : 5 décembre 1987
  -  Corée du Sud : 3 février 1989

## Distribution
- Chow Yun-fat : Chung Tin-ching
- Tony Leung Ka-fai : Lo Ka-yiu
- Roy Cheung : le gardien Hung « le tueur »
- Ho Ka-kui (en) : Micky
- Victor Hon : Chiu Chow-man
- Ng Chi-hung : Serpent aveugle
- Shing Fui-on : Biu « le taré »
- Wong Kwong-leung : Bill